# Gomesende
Gomesende település Spanyolországban, Ourense tartományban. Gomesende Ramirás, Quintela de Leirado, Pontedeva, Cortegada, A Arnoia és Cartelle községekkel határos. Lakosainak száma 664 fő (2024).

## Népesség
A település népessége az elmúlt években az alábbi módon változott:
| Lakosok száma | 1160 | 1118 | 1060 | 1018 | 914  | 833  | 778  | 732  | 686  | 664  |
|               | 2001 | 2004 | 2007 | 2009 | 2012 | 2014 | 2017 | 2019 | 2022 | 2024 |